# بهنتریمونیم کلرید
بهنتریمونیم کلرید (به انگلیسی: Behentrimonium chloride) با فرمول شیمیایی C25H54ClN یک ترکیب شیمیایی با شناسه پاب‌کم 8947 است. که جرم مولی آن ۴۰۴٫۱۶ گرم بر مول می‌باشد. 